# Macskák királysága
A Macskák királysága (猫の恩返し; Neko no ongaesi; Hepburn: Neko no ongaeshi; angol címén The Cat Returns) 2002-ben bemutatott japán animációs filmdráma Morita Hirojuki rendezésében és a Studio Ghibli gyártásában. Hiiragi Aoi Baron: Neko no dansaku című művén alapul.
A film egy középiskolás lányról, Josioka Haruról szól, aki képes beszélni a macskákkal, és a macskák királyának fiához akarják adni feleségül, amiért korábban megmentette őt. A film főszereplőit Ikevaki Csizuru, Hakamada Josihiko, Vatanabe Tecu, Szaito Jószuke, Maeda Aki és Tamba Tecuró szeijúk szólaltatják meg.
A filmet 2002. július 19-én mutatták be Japánban a Toho forgalmazása alatt, DVD-kiadásban 2003. július 4-én jelent meg. Az Egyesült Államokban 2003-tól forgalmazta a Buena Vista Distribution, 2005-ben jelent meg DVD formában a Buena Vista Home Entertainment kiadásában.
Magyarországon az InterSonic adta ki 2005-ben, és több televíziócsatorna is műsorára tűzte, köztük az RTL Klub.
A nézők és a kritikusok többnyire pozitívan fogadták a filmet, a szereplők közül a legtöbb dicséretet a Báró, míg a legtöbb kritikát Haru kapta, aki a kritikusok szerint nem illik a Ghibli-hősnők sorába. A film 2002-ben elnyerte a Japan Media Arts Festival Kiválóság-díját.

## Cselekmény
A történet Haruról, egy csendes, félénk és szerény csetlő-botló középiskolás lányról szól. Haru egyedül él édesanyjával és kevés barátja van, rendszerint Hiromival látható együtt. Egy nap megment egy sötét szőrű, felemás szemű macskát attól, hogy elüsse egy teherautó a forgalmas úton. A macska Lune volt, a Macskák királyságának hercege és emberi szóval köszönetet mond Harunak. Haru ettől kezdve tud beszélni a macskákkal. Aznap éjjel egy két lábon járó macskaküldöttség látogatja meg, élén a macskakirállyal, aki háláját fejezi ki Harunak fia megmentéséért. Közlik vele, hogy hatalmas jutalomban fog részesülni, s másnap egerekkel és macskagyökérrel halmozzák el, és neki ajánlják a herceg kezét. Haru vegyes reakcióit a macskák „igen”-nek veszik.
Haru ezt nem szeretné, de hall egy kedves női hangot, amely azt mondja, hogy keresse fel a Macskaügyi Hivatalt. Itt találkozik Mutával, egy nagy, kövér macskával, aki egy olyan világba viszi, ahol a művészmunkák életre kelnek, ha alkotóik „tiszta szívvel és nagy reménnyel” hozzák őket létre. Itt találkozik a Báróval, aki egy macskafigura lélekkel rendelkező megfelelője, és Totóval, a kő hollóval. Röviddel a találkozásuk után a macskák Harut és Mutát erőszakkal a Macskák királyságába viszik. A Báró és Toto a nyomukba erednek, és sikeresen megtalálják a királyság bejáratát: öt tó, amelyek egy macska mancsát formázzák.
Harut a király kastélyába vezetik, ahol lakomát rendeznek a tiszteletére, miközben lassan macskává kezd változni sárgásbarna mancsokkal, fülekkel és bajusszal, hogy megfelelőbb menyasszony legyen a herceg számára. Az ünnepségen álruhában megjelenik a Báró és táncol Haruval, miközben felfedi, hogy Haru minél jobban elveszti önmagát, annál macskaszerűbb lesz, ezért meg kell találnia a valódi önmagát. A Bárót leleplezik, ezért menekülniük kell az őrök elől. Juki, egy fehér lánymacska, aki szolgálóként dolgozik a kastélyban és aki figyelmeztetni akarta Harut, hogy hagyja el a királyságot, mielőtt a kastélyba viszik, segít nekik egy alagúton keresztül elmenekülni.
Haru, a Báró és Muta egy labirintuson keresztül menekülnek egy toronyhoz, amelyben egy Haru világába vezető átjáró található. A király mindent megpróbál, hogy elég sokáig tartsa őket a királyságban ahhoz, hogy Haru macska formájában maradjon és a menye lehessen.
Lune és testőrei visszatérnek a Macskák királyságába, és a herceg felfedi, hogy nem fog a király kedvében járni és nem kívánja elvenni Harut, mivel a választottja már Juki. Muta is lelepleződik, aki a királyságban elvetemült bűnözőnek számít, mivel egyszer egy egész tóból megette az összes halat, és kiderül, hogy Jukié volt az a különös hang, ami a Macskák királyságába hívta Harut. Haru még gyermekkorában mentette meg az éhhaláltól Jukit azzal, hogy halas kekszet adott neki, és Juki viszonozni szerette volna kedvességét. A király örül fia választásának, azonban Haruról sem mond le, s úgy dönt, hogy ő maga veszi feleségül.
A Báró, Haru és Muta kénytelenek elmenekülni a királyságból, Lune herceg és Toto segítségével. Az átjáróhoz tartó úton a Báró párbajt vív a királlyal és megszégyeníti, aki ezután feladja az üldözést és útjukra engedi Haruékat. Haru megtalálja valódi önmagát és elárulja a Bárónak, hogy egészen megkedvelte. A Báró erre azt feleli, hogy „igazán nagyra becsülöm az őszinteséged”, és a Macskaügyi Hivatal ajtajai mindig nyitva lesznek számára. Haru sokkal magabiztosabban tér vissza az emberek világába; amikor Hiromitól megtudja, hogy titkos szerelme szakított a barátnőjével, csak annyit mond, hogy „már nem érdekel többé”.

## Szereplők
| Szereplő                                                                                        | Japán hang                                                               | Angol hang                                                               | Magyar hang                                                              | Magyar hang                                                              |
| Szereplő                                                                                        | Japán hang                                                               | Angol hang                                                               | 1. magyar szinkron (InterSonic, 2005)                                    | 2. magyar szinkron (Digi, 2015)                                          |
| ----------------------------------------------------------------------------------------------- | ------------------------------------------------------------------------ | ------------------------------------------------------------------------ | ------------------------------------------------------------------------ | ------------------------------------------------------------------------ |
| Josioka Haru (吉岡ハル; Hepburn: Haru Yoshioka)                                                 | Ikevaki Csizuru                                                          | Anne Hathaway Katia Coe (fiatal)                                         | Kántor Kitty                                                             | Csifó Dorina                                                             |
| Humbert von Gikkingen báró (フンベルト・フォン・ジッキンゲン; Hepburn: Funberuto fon Jikkingen) | Hakamada Josihiko                                                        | Cary Elwes                                                               | Barát Attila                                                             | Kisfalusi Lehel                                                          |
| Muta/Renaldo Moon (ルナルド・ムーン; Hepburn: Runarudo Mūn)                                     | Vatanabe Tecu                                                            | Peter Boyle                                                              | Albert Péter                                                             | Schneider Zoltán                                                         |
| Toto (とと)                                                                                     | Szaitó Jószuke                                                           | Elliott Gould                                                            | Kapácsy Miklós                                                           | Bartucz Attila                                                           |
| Macskák királya (猫の上森; Neko no uemori)                                                      | Tamba Tecuró                                                             | Tim Curry                                                                | Koncz István                                                             | Várkonyi András                                                          |
| Lune herceg (子あ)                                                                              | Jamada Takajuki                                                          | Andrew Bevis                                                             | Bodrogi Attila                                                           | Markovics Tamás                                                          |
| Juki (彦き; Hepburn: Yuki)                                                                      | Maeda Aki                                                                | Judy Greer                                                               | Holló Orsolya                                                            | Kardos Eszter                                                            |
| Natori (仁とリ)                                                                                 | Szatoi Kenta                                                             | René Auberjonois                                                         | Várday Zoltán                                                            | Fazekas István                                                           |
| Natoru (二とリ)                                                                                 | Hamada Mari                                                              | Andy Richter                                                             | Oláh Orsolya                                                             | Roatis Andrea                                                            |
| Josioka Naoko (吉岡直子; Hepburn: Naoko Yoshioka)                                               | Okae Kumiko                                                              | Kristine Sutherland                                                      | Kiss Anikó                                                               | Erdős Borcsa                                                             |
| Hiromi (マ子中)                                                                                 | Szató Hitomi                                                             | Kristen Bell                                                             | Kálmánfi Anita                                                           | Vági Viktória                                                            |
| főcím, stáblista felolvasása                                                                    | –                                                                        | –                                                                        | ?, Bordi András (5.1-es hang)                                            | Endrédi Máté                                                             |
| További magyar hangok a 2. változatban:                                                         | Bácskai János, Bókai Mária, Czető Roland, Laurinyecz Réka, Péter Richárd | Bácskai János, Bókai Mária, Czető Roland, Laurinyecz Réka, Péter Richárd | Bácskai János, Bókai Mária, Czető Roland, Laurinyecz Réka, Péter Richárd | Bácskai János, Bókai Mária, Czető Roland, Laurinyecz Réka, Péter Richárd |

## Megvalósítás
A Studio Ghibli 1995-ben jelentette meg A könyvek hercege című filmjét, amely Hiiragi Aoi mangáján alapult, melyben egy lány egy fantasy regényt ír. A film nem tartalmazott fantasy elemeket, bár egy rövid jelenet, amiben bemutatták, hogy a lány miről ír, fantasy jellegű volt. A film egyik szereplője, a Báró viszont annyira népszerű lett, hogy egy folytatás elkészítése mellett döntöttek, melyben a Báró, valamint egy Haru nevű középiskolás lány szerepelne.
A Macskák királysága (eredeti elképzelések szerint „Cat Project”) forgatása 1999-ben kezdődött. A Studio Ghibli egy japán vidámparktól kapott felkérést egy 20 perces kisfilm elkészítésére, amelyben macskák szerepelnek. Mijazaki Hajao három kulcselemet kért a filmbe tenni, a Bárót, Mutát és egy titokzatos antik boltot. Hiiragit megbízták a film mangaváltozatának elkészítésével, amely a Baron: Neko no dansaku (バロン 猫の男爵; Hepburn: Baron: Neko no danshaku) címet kapta, és a Viz Media adta ki angol nyelven. Később a vidámpark visszavonta a projektet.
Mijazaki ezután az egész munkát a Studio Ghibli leendő animátorainak próbatételére használta fel, s a film hossza már 45 percre nőtt. A felelősség Morita Hirojukit terhelte, aki 1999-ben kezdett animátorként a stúdiónál A Yamada család című filmen. Kilenc hónap alatt Hiiragi történetét 525 oldalnyi képes forgatókönyvre ültette át. Ezután kapta meg a film végső címét, a Neko no ongaesit, Mijazaki és Szuzuki Tosio producer pedig úgy döntött, hogy Morita storyboardját felhasználva egy egész estés filmet készítenek. Ez részben a főszereplő, Haru „hihető érzéseinek” volt köszönhető. A Macskák királysága volt a harmadik egész estés film, melyet nem Mijazaki vagy Takahata Iszao rendezett.

## Megjelenések

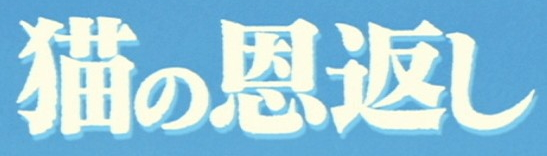
A Macskák királysága eredeti logója

### Japán
A Macskák királyságának bemutatója 2002. július 19-én volt a japán mozikban. DVD-kiadásban 2003. július 4-én jelent meg. A DVD egy 34 perces werkfilmet is tartalmaz, amely a film készítésének körülményeit mutatja be.

### Észak-Amerika
Az Egyesült Államokban 2003-tól forgalmazta a Buena Vista Distribution, 2005. február 22-én jelent meg DVD formában a Buena Vista Home Entertainment kiadásában.

### Magyarország
Magyarországon az InterSonic adta ki DVD-n 2005. október 24-én magyar, japán, cseh és szlovák 5.1-es szinkronnal. Televízióban először az RTL Klub vetítette 2008. október 10-én, majd később a Film+, a Film+ 2 és a Prizma TV is műsorára tűzte több alkalommal 2008 és 2009 folyamán, 2015. november 29-én pedig a Digi Film vetítette új magyar szinkronnal.

## Filmzene
A film zenéjét tartalmazó Neko no Ongaeshi Original Soundtrack CD 2002. július 17-én jelent meg a Tokuma Japan Communications kiadásában. A lemez 30 dalt tartalmaz, melyeket Nomi Judzsi szerzett. A film témazenéje, a Kaze ni naru Cudzsi Ajano műve. Külön kislemezen 2002. június 26-án jelentette meg a JVC (Victor).
| Neko no Ongaeshi Original Soundtrack dallista | Neko no Ongaeshi Original Soundtrack dallista | Neko no Ongaeshi Original Soundtrack dallista | Neko no Ongaeshi Original Soundtrack dallista | Neko no Ongaeshi Original Soundtrack dallista | Neko no Ongaeshi Original Soundtrack dallista | Neko no Ongaeshi Original Soundtrack dallista | Neko no Ongaeshi Original Soundtrack dallista | Neko no Ongaeshi Original Soundtrack dallista | Neko no Ongaeshi Original Soundtrack dallista |
| #                                             | Cím | Hossz                                         |                                               |                                               |                                               |                                               |                                               |                                               |                                               |
| --------------------------------------------- | --- | --------------------------------------------- | --------------------------------------------- | --------------------------------------------- | --------------------------------------------- | --------------------------------------------- | --------------------------------------------- | --------------------------------------------- | --------------------------------------------- |
| 1.                                            | Opening (オープニング; Ópuningu; Hepburn: Ōpuningu) | 0:31                                          |                                               |                                               |                                               |                                               |                                               |                                               |                                               |
| 2.                                            | Haru, okiteiru? (ハル、起きてるぅ?) | 2:12                                          |                                               |                                               |                                               |                                               |                                               |                                               |                                               |
| 3.                                            | Rune tono deai (ルーンとの出会い; Run tono teai) | 0:45                                          |                                               |                                               |                                               |                                               |                                               |                                               |                                               |
| 4.                                            | Neko to ohanasi (猫とお話; Hepburn: Neko to ohanashi) | 1:40                                          |                                               |                                               |                                               |                                               |                                               |                                               |                                               |
| 5.                                            | Nekoó no gjórecu (猫王の行列; Hepburn: Nekoō no gyōretsu)                                                                                                 | 1:19                                          |                                               |                                               |                                               |                                               |                                               |                                               |                                               |
| 6.                                            | Neko no ongaesi (猫の恩返し; Hepburn: Neko no ongaeshi)                                                                                                   | 1:09                                          |                                               |                                               |                                               |                                               |                                               |                                               |                                               |
| 7.                                            | Munasii hókago (空しい放課後; Hepburn: Munashii hōkago)                                                                                                   | 1:15                                          |                                               |                                               |                                               |                                               |                                               |                                               |                                               |
| 8.                                            | Nazo no koe (謎の声) | 0:35                                          |                                               |                                               |                                               |                                               |                                               |                                               |                                               |
| 9.                                            | Dzsúdzsigai nite (十字街にて(ストリート・オルガン); Hepburn: Jūjigai nite)                                                                                | 2:17                                          |                                               |                                               |                                               |                                               |                                               |                                               |                                               |
| 10.                                           | Muta vo otte (ムタを追って; Hepburn: Muta wo otte) | 1:06                                          |                                               |                                               |                                               |                                               |                                               |                                               |                                               |
| 11.                                           | Jókoszo neko no dzsimuso he (ようこそ猫の事務所へ; Hepburn: Yōkoso neko no jimusho he)                                                                    | 1:51                                          |                                               |                                               |                                               |                                               |                                               |                                               |                                               |
| 12.                                           | Kókjú heno júkai (後宮への誘拐; Hepburn: Kōkyū heno yūkai)                                                                                                | 2:25                                          |                                               |                                               |                                               |                                               |                                               |                                               |                                               |
| 13.                                           | Koko ga Neko no Kuni? (ここが猫の国?) | 0:44                                          |                                               |                                               |                                               |                                               |                                               |                                               |                                               |
| 14.                                           | Nekoó no siro he (猫王の城へ; Hepburn: Nekoō no shiro he)                                                                                                 | 2:02                                          |                                               |                                               |                                               |                                               |                                               |                                               |                                               |
| 15.                                           | Nekoo? (ねこぉー?) | 1:05                                          |                                               |                                               |                                               |                                               |                                               |                                               |                                               |
| 16.                                           | Neko Juggler no Rumba (猫ジャングラーのルンバ; Hepburn: Neko Jangurā no Runba; Neko Jangurá no Runba)                                                     | 0:19                                          |                                               |                                               |                                               |                                               |                                               |                                               |                                               |
| 17.                                           | Haragei neko no Polka (腹芸猫のポルカ; Haragei neko no Poruka)                                                                                            | 0:25                                          |                                               |                                               |                                               |                                               |                                               |                                               |                                               |
| 18.                                           | Waltz Katzen Blut (ワルツ「Katzen Blut」; Varucu Katzen Blut; Hepburn: Warutsu Katzen Blut)                                                               | 1:38                                          |                                               |                                               |                                               |                                               |                                               |                                               |                                               |
| 19.                                           | Vatashi va Funbert von Zikkingen (私はフンベルト・フォン・ジッキンゲン!; Hepburn: Watashi wa Funbert von Zikkingen; Vatasi va Funberuto fon Dzsikkingen!) | 3:16                                          |                                               |                                               |                                               |                                               |                                               |                                               |                                               |
| 20.                                           | Otoridzsa nezo (囮じゃねえぞぉー; Hepburn: Otorija nezo)                                                                                                  | 0:48                                          |                                               |                                               |                                               |                                               |                                               |                                               |                                               |
| 21.                                           | Meiro kara no tószó (迷路からの逃走; Hepburn: Meiro kara no tōsō)                                                                                         | 2:19                                          |                                               |                                               |                                               |                                               |                                               |                                               |                                               |
| 22.                                           | Rune to Juki (ルーンとユキ; Hepburn: Rune to Yuki; Rún to Juki)                                                                                           | 2:39                                          |                                               |                                               |                                               |                                               |                                               |                                               |                                               |
| 23.                                           | Dasszó (脱出; Hepburn: Dassō) | 4:34                                          |                                               |                                               |                                               |                                               |                                               |                                               |                                               |
| 24.                                           | Kaereta, vatasi kaeretanda! (帰れた、私帰れたんだ!; Hepburn: Kaereta, watashi kaeretanda!)                                                                | 3:25                                          |                                               |                                               |                                               |                                               |                                               |                                               |                                               |
| 25.                                           | Kaze ni naru (風になる) | 4:09                                          |                                               |                                               |                                               |                                               |                                               |                                               |                                               |
| 26.                                           | Baron (バロン) | 4:22                                          |                                               |                                               |                                               |                                               |                                               |                                               |                                               |
| 27.                                           | Nekoó (猫王; Hepburn: Nekoō) (bonus track, image song) | 4:02                                          |                                               |                                               |                                               |                                               |                                               |                                               |                                               |
| 28.                                           | Haru no boogie (ハルのブギ; Haru no bugi) (bonus track, image song)                                                                                       | 3:05                                          |                                               |                                               |                                               |                                               |                                               |                                               |                                               |
| 29.                                           | Pastorale (パストラーレ; Paszutoráre; Hepburn: Pasutorāre) (bonus track, image song)                                                                      | 4:37                                          |                                               |                                               |                                               |                                               |                                               |                                               |                                               |
| 30.                                           | Haru no omoide (ハルのおもいで) (bonus track, image song)                                                                                                 | 3:21                                          |                                               |                                               |                                               |                                               |                                               |                                               |                                               |
| 1:04:08                                       | |                                               |                                               |                                               |                                               |                                               |                                               |                                               |                                               |

| Kaze ni naru dallista | Kaze ni naru dallista                         | Kaze ni naru dallista | Kaze ni naru dallista | Kaze ni naru dallista | Kaze ni naru dallista | Kaze ni naru dallista | Kaze ni naru dallista | Kaze ni naru dallista | Kaze ni naru dallista |
| #                     | Cím                                           | Hossz                 |                       |                       |                       |                       |                       |                       |                       |
| --------------------- | --------------------------------------------- | --------------------- | --------------------- | --------------------- | --------------------- | --------------------- | --------------------- | --------------------- | --------------------- |
| 1.                    | Kaze ni naru (風になる)                       | 4:41                  |                       |                       |                       |                       |                       |                       |                       |
| 2.                    | Kaze ni naru (akusztikus változat) (風になる) | 4:06                  |                       |                       |                       |                       |                       |                       |                       |
| 8:46                  |                                               |                       |                       |                       |                       |                       |                       |                       |                       |

## Fogadtatás
A Macskák királyságát a 2002-es Japan Media Arts Festivalon Kiválóság-díjjal jutalmazták.
Tim Jones, a T.H.E.M. Anime Reviews kritikusának a 2000-es évek 20 kedvenc animéjét tartalmazó listáján a Macskák királysága a 17. helyen végzett. A filmet „egyszerű, elbűvölő, családbarát mókának” nevezte, és dicsérte a macska szereplőket, akik közül Mutát és a Bárót a két kedvenc Ghibli-szereplőjének tartja. Negatívumként emelte ki Harut, aki szerinte a többi Ghibli-hősnővel ellentétben túl visszahúzódó. Hannah Stanton (szintén T.H.E.M. Anime Reviews) kiemelte, hogy a szereplőgárdában egy nagy különbség található: míg néhány főszereplő jól megalkotott és érdekes, addig Haru egy üres szereplőként mutatkozik be, bár jellembeli fejlődése nem reked meg. Kritikával illette továbbá, hogy szerinte a filmnek nincs egy átfogó témája, melyet Haru cselekvőképtelenségével magyaráz. Az IGN minden idők 25 legjobb animációs filmjét tartalmazó listáján a 23. helyet foglalja el. Katherine Luther az About.com-tól a hét kedvenc animéjét tartalmazó listáján másodikként jelölte meg a Macskák királyságát.
Carlo Santos, az Anime News Network kritikusa az utóbbi évek egyik legélvezhetőbb animefilmjének nevezte a Macskák királyságát, amit „színtiszta, féktelen szórakozásnak” tart. Szerinte „nehéz elképzelni, hogy valami olyan kiforrott legyen, mint a Macskák királysága”. Santos szerint Morita stílusa a „gyors ütemezésével és komisz humorával” „világokra” van Mijzaki Hajaóétól, de ugyanannyira élvezhető, mint Mijazaki művei. A „szerethető” szereplőgárdából kiemeli a Bárót, aki véleménye szerint a „legmenőbb fickó az animékben a Cowboy Bebop Spike-ja óta”. Megjegyezte, hogy Haru „szembemegy a Ghibli-hősnők archetípusával, bizonyítva, hogy még egy átlagos diáklány is verheti a különc [hősöket]”. Hozzátette azonban, hogy Haru nem passzolna egy sódzso televíziós sorozathoz. Carlo Santos szerint míg a Báró inkább egy ember, akiknek macskafeje van, addig a többi macska szereplő megtartotta állatias vonásait. Tim Curry szinkronszínész szerint a macskák királya inkább tűnt neki egy „visszavonult hippinek, mint egy mogorva öreg macskának”.
Sergio Non, az IGN kritikusa úgy vélekedett, hogy a Macskák királysága sokkal jobban illeszkedik a kortárs művekhez, de anélkül, hogy elvesztené a Ghibli-filmek klasszikus motívumait. Míg Mijazaki és Takahata korábbi filmjei többnyire nyugodt kapcsolatokra koncentráltak, addig Morita kihangsúlyozza a vakmerő akciójeleneteket, amelyekben a Ghiblitől szokatlan slow motiont is alkalmaznak.
2013 márciusában a Rotten Tomatoes 17 kritika alapján 94%-ra értékelte a filmet, a közönség 81%-ra. Az IMDb-n 10-ből 7,2-re értékelték, 14 760 szavazattal.